# ノー・プレイヤー・フォー・ザ・ダイイング
『ノー・プレイヤー・フォー・ザ・ダイイング』(No Prayer For The Dying)は、アイアン・メイデンの8枚目のスタジオアルバム。ギタリストがエイドリアン・スミスから、ヤニック・ガーズに替わっている。
本作より米国での配給先がエピック・レコードに移動した。
1990年10月1日に発売された。また、1998年のリマスター盤発売に際し、ジャケット・アートワークが変更されている。

## 収録曲
1. テイルガナー - Tailgunner (Steve Harris, Bruce Dickinson) [4:14]
2. ホーリー・スモーク - Holy Smoke (Harris, Dickinson) [3:49]
3. ノー・プレイヤー・フォー・ザ・ダイング - No Prayer For The Dying  (Harris)[4:22]
4. パブリック・エネマ 1 - Public Enema Number One  (Dave Murray, Dickinson)[4:13]
5. 悪魔か?神か? - Fates Warning  (Murray, Harris) [4:10]
6. 暗殺者 - The Assassin (Harris) [4:18]
7. ラン・サイレント・ラン・ディープ - Run Silent Run Deep  (Harris, Dickinson) [4:34]
8. フックス・イン・ユー - Hooks In You  (Dickinson, Adrian Smith)[4:06]
9. ブリング・ユア・ドーター - Bring Your Daughter...To The Slaughter  (Dickinson) [4:44]
ブルース・ディッキンソンが映画『エルム街の悪夢5 ザ・ドリームチャイルド』に提供した曲を、アイアン・メイデンが再録したもの。シングル・カットされ、全英1位を記録した。
10. 母なるロシア - Mother Russia (Harris)  [5:31]

## 参加ミュージシャン
- スティーヴ・ハリス  Steve Harris - ベース、ヴォーカル
- ブルース・ディッキンソン  Bruce Dickinson - リード・ヴォーカル
- デイヴ・マーレイ  Dave Murray - ギター
- ヤニック・ガーズ  Janick Gers - ギター
- ニコ・マクブレイン  Nicko McBrain - ドラムス